# Maison des syndicats d'Odessa
La  Maison des syndicats  est un bâtiment d'Odessa en Ukraine. 
Il se situe au cœur de la ville et fut achevé en 1958 par Guénrij Topuz et L. N. Pavlovskaïa. C'était le Quartier général de l'organisation régionale du Parti communiste de l'URSS. En 1982, le bâtiment est offert aux syndicats de l'oblast d'Odessa. 

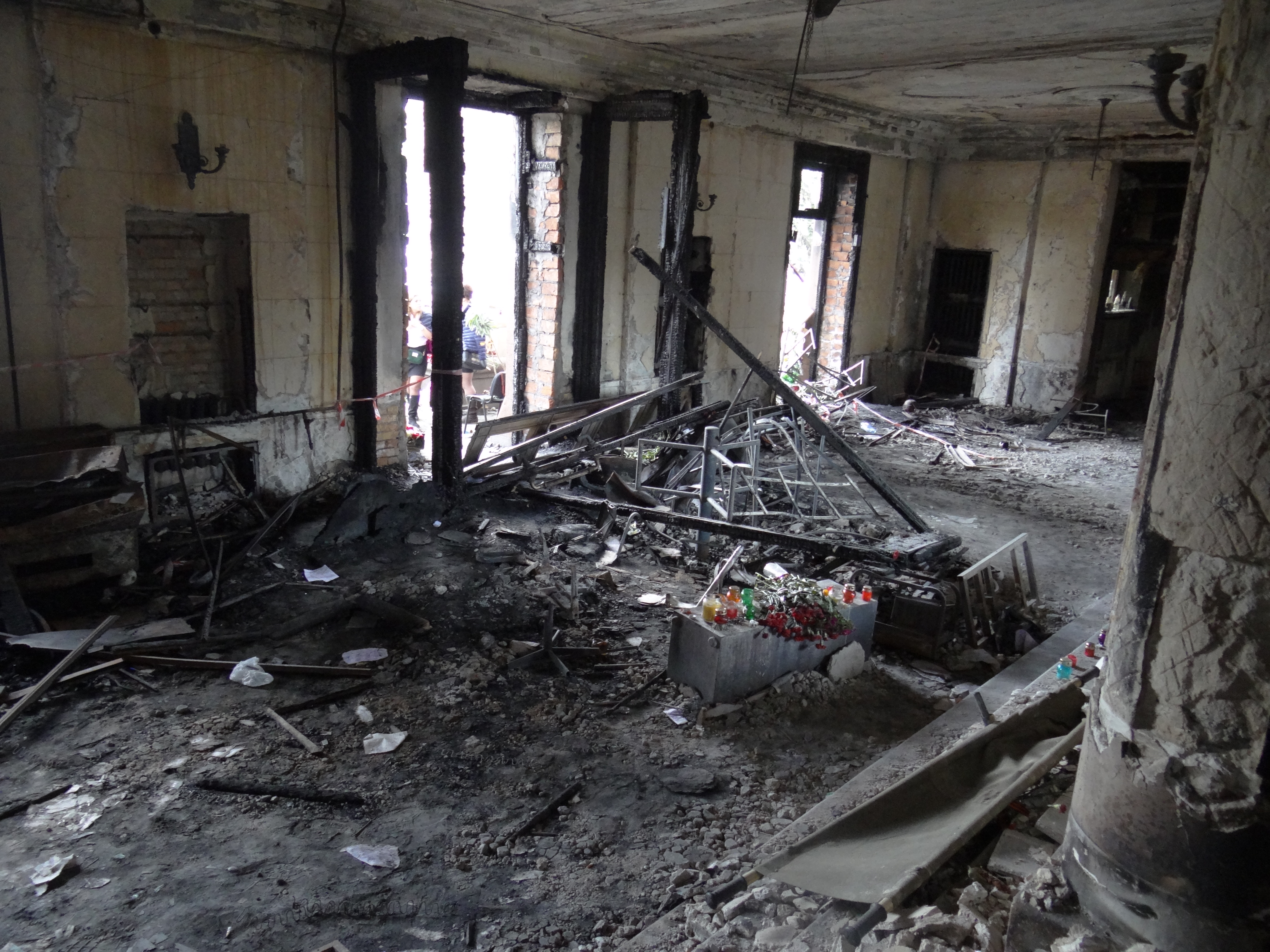
L'incendie du bâtiment.
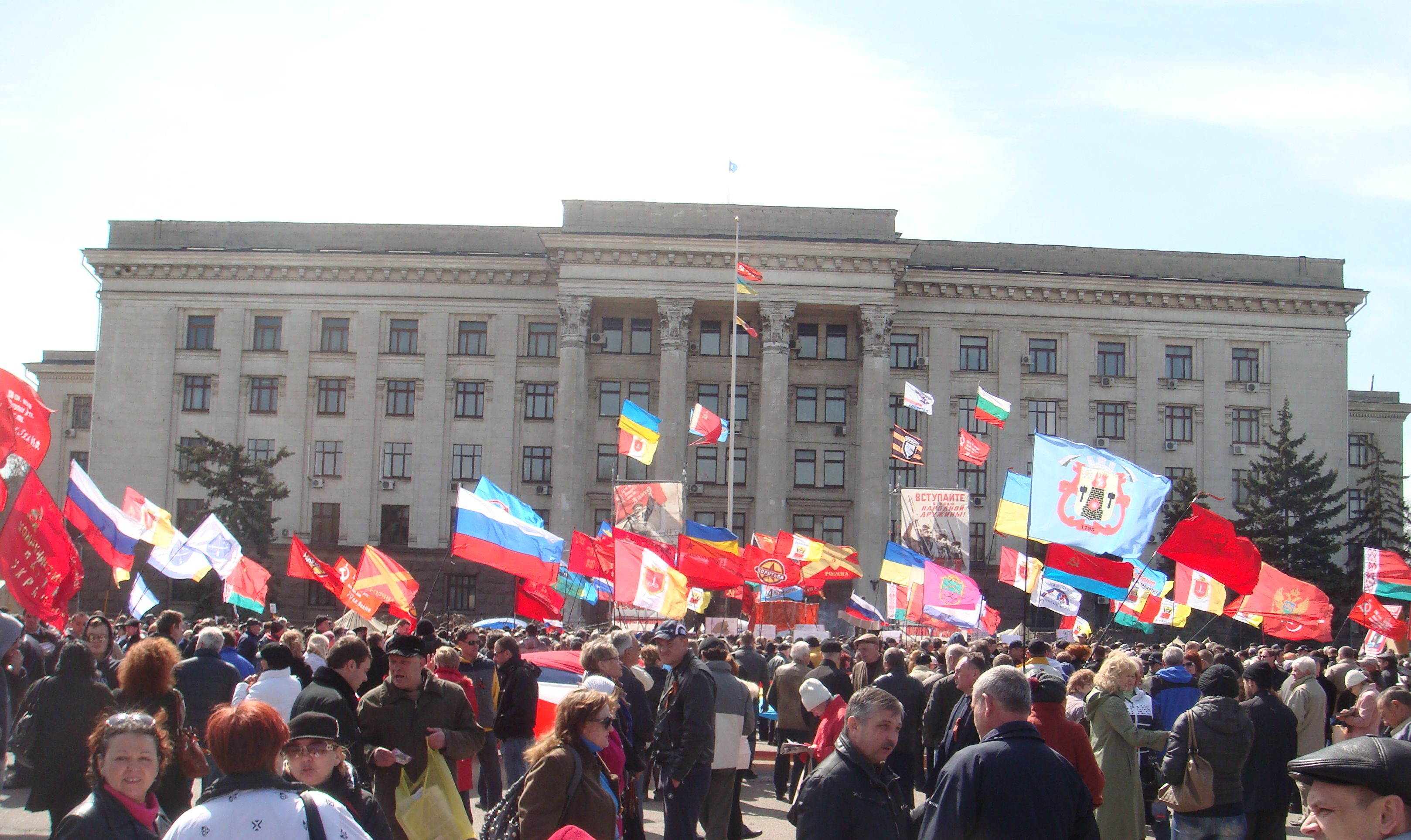
Manifestations en 2014.
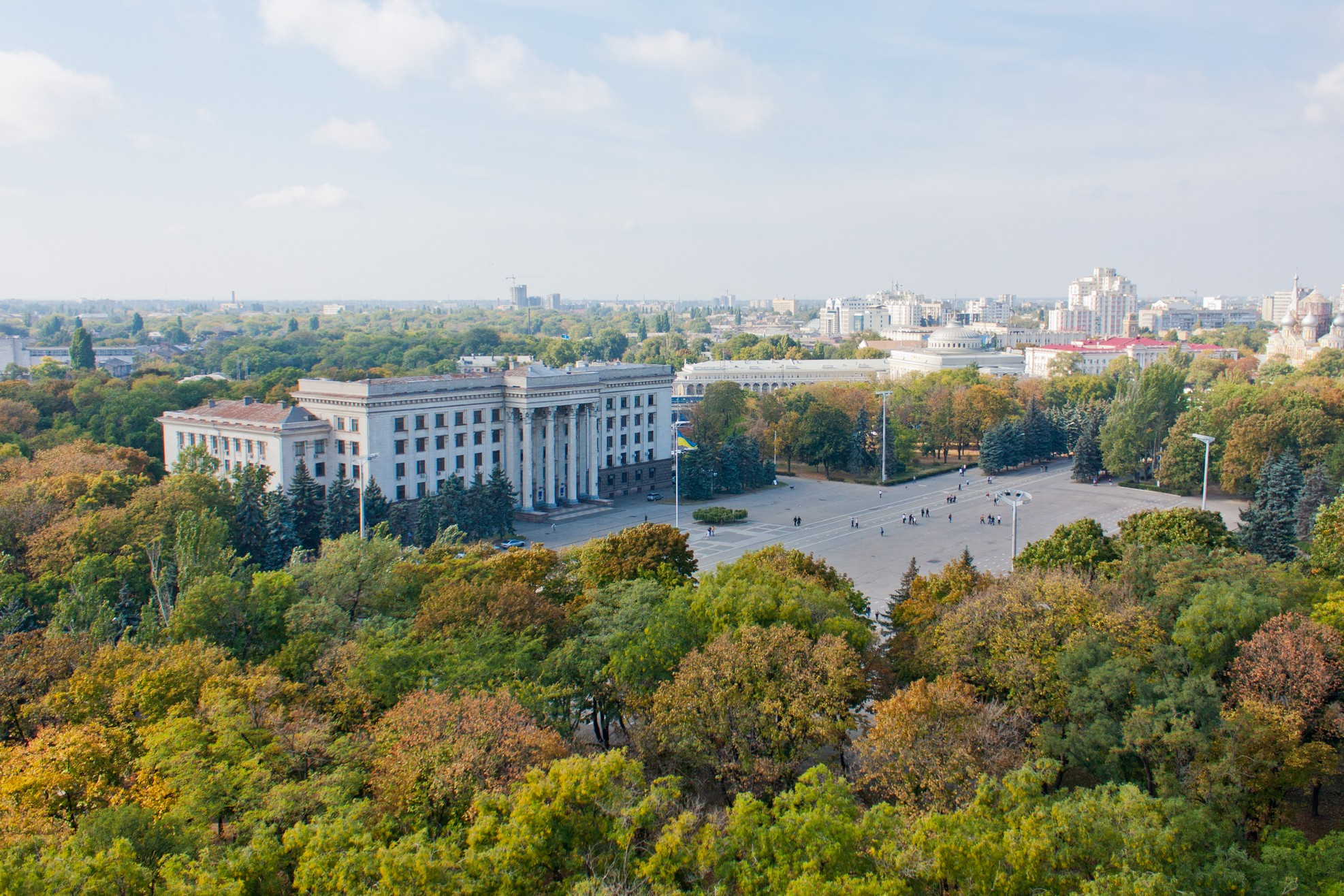
Au bord du Terrain Kulikovo.

En 2014, en pleines manifestations pro-russes, il est volontairement incendié par la partie adverse alors que des manifestants étaient venus s'y réfugier pour se protéger des balles. Cela provoque un incendie qui fait une cinquantaine de morts.